# Costa Rica-i labdarúgó-szövetség
Costa Rica-i labdarúgó-szövetség (spanyolul: Federación Costarricense de Fútbol [FEDEFUTBOL]).

## Történelme
1921. június 13-án a labdarúgást kiemelkedően művelő klubok, a Deportiva Alajuelense, a Club Sport Cartaginés, a Club Sport Herediano és a Club Sport La Libertad megalapították a Liga Nacional de Fútbolt.
1931-ben a liga központosításakor új nevet adtak szövetségüknek, a Federación Deportiva de Costa Rica, ezt követte a Federación Nacional de Fútbol, majd az 1970-es években a mai is használatos Federación Costarricense de Fútbolnak [FEDEFUTBOL] névet kapta. A Nemzetközi Labdarúgó-szövetség (FIFA) 1921-ben fogadta tagjai közé. 1962-től az Észak- és Közép-amerikai, Karibi Labdarúgó-szövetségek Konföderációja (CONCACAF) tagja. Fő feladata a nemzetközi kapcsolatokon kívül, a Costa Rica-i labdarúgó-válogatott férfi és női ágának, a korosztályos válogatottak illetve a nemzeti bajnokság szervezése, irányítása. A működést biztosító bizottságai közül a Játékvezető Bizottság felelős a játékvezetők utánpótlásáért, elméleti (teszt) és cooper (fizikai) képzéséért.